# Patrice Caratini
Patrice Caratini (* 11. Juli 1946 in Neuilly-sur-Seine) ist ein französischer Jazz-Bassist, Big-Band-Leiter und Komponist.

## Leben und Wirken
Caratini besuchte das Konservatorium von Versailles. Er begann 1968 in Pariser Jazzclubs, wo er im Trio mit Michel Roques und Franco Manzecchi spielte (davor war er bei der Presse Universitaire de France angestellt). Daneben spielte er auch mit den Pianisten Martial Solal, Mal Waldron und Georges Arvanitas sowie dem Posaunisten Slide Hampton. 1976 bildete er ein Duo mit dem Gitarristen Marc Fosset, dem sich 1981 der Akkordeonspieler Marcel Azzola anschloss. Außerdem begleitete er lange Jahre Stéphane Grappelli und spielte in einem Tango-Trio mit dem Bandoneon-Spieler Juan José Mosalini und dem Pianisten Gustavo Beytelmann (1982 bis 2002). Für den Sänger Maxime Le Forestier leitete er das Orchester für seine Album-Aufnahme „Violet“ und begleitete außerdem Georges Moustaki und Georges Brassens. 1979 gründete er sein „Onztet“. Seit den 1980er Jahren  komponiert er verstärkt u. a. für Bigbands und arbeitet als Orchesterleiter, z. B. für die Aufführung von „Anna Livia Plurabelle“ von André Hodeir 1992, für verschiedene Auftragsarbeiten von Radio France oder in der Aufführung seines Werks „Xocoatl“ für Bigband und großen Chor in Sceaux 2007. Zurzeit (2007) leitet er sein „Caratini Jazz Ensemble“, das 1997 in Sceaux gegründet wurde und die Tradition seines Onztets weiterführen soll.
2001 erhielt er einen Django d’Or (Frankreich). 2007 erhielt er den Grand Prix du Jazz der SACEM.
1992 war er aktiv an der Gründung der UMJ (Union des Musiciens de Jazz) beteiligt. Ab 1976 war er an der Gründung der Kontrabass-Klasse am CIM in Paris beteiligt.
1979 erhielt er mit Marc Fosset für das Album „Boîte à musique“ den Prix Boris Vian der Académie du Jazz.